# Fédération des enseignants de langue et culture d'oc
 (février 2021).
Si vous disposez d'ouvrages ou d'articles de référence ou si vous connaissez des sites web de qualité traitant du thème abordé ici, merci de compléter l'article en donnant les références utiles à sa vérifiabilité et en les liant à la section « Notes et références ».
La Federacion dels Ensenhaires de Lenga e Cultura d'Òc ou FELCO (en français, Fédération des Enseignants de Langue et Culture d'Oc) est une fédération créée en 1987 qui regroupe les associations régionales d'enseignants de l'occitan, et particulièrement les CREOs. Les associations sont ouvertes à toute personne qui travaille dans l'enseignement, de la maternelle à l'université. La tâche de la FELCO est d'améliorer les conditions d'enseignement, que ce soit pour les écoliers ou pour les enseignants. Elle fait partie de la coordination Anem òc qui est à l'origine des manifestations pour l'occitan. Elle est membre de la FLAREP (Federacion per las Lengas Regionalas dins l'Ensenhament Public), de l'Association des professeurs de langues vivantes (APLV) et partenaire du Congrès permanent de la lenga occitana.

## Présidents
De 1995 à 2015, son président a été l'historien et universitaire Philippe Martel. Le president actuel est Yan Lespoux.